# Ивано-Лебедянь
Ивано-Лебедянь — село в Токарёвском районе Тамбовской области России. Административный центр Абакумовского сельсовета.

## География
Находится в юго-западной части региона, в лесостепной зоне, в пределах Окско-Донской низменной равнины, на реке Битюг, у автодороги 68Н-016, на расстоянии примерно 18 км (по прямой) к северу от рабочего посёлка Токарёвка, административного центра района. С западу к селу примыкает деревня Абакумовка, с севера — деревня Михайловка.

### Климат
Климат умеренно континентальный, относительно сухой, с холодной продолжительной зимой и тёплым летом. Средняя температура воздуха самого холодного месяца (января) — −11,5 — −10,5 °C (абсолютный минимум — −39 °C); самого тёплого месяца (июля) — 19,5 — 20,5 °C (абсолютный максимум — 40 °С). Продолжительность периода с положительной температурой выше 10 °C колеблется от 141 до 154 дней. Среднегодовое количество атмосферных осадков составляет 450—470 мм, из которых большая часть выпадает в тёплый период. Снежный покров держится в течение 135 дней.

## Население
| 2002 | 2010 |
| ---- | ---- |
| 164  | ↘132 |

### Национальный состав
Согласно результатам переписи 2002 года, в национальной структуре населения русские составляли 96 % из 164 чел.

## Достопримечательности
Церковь Покрова Пресвятой Богородицы.

## Транспорт
Село доступна автотранспортом. Остановка общественного транспорта «Ивано-Лебедянь». 